# Суфиянова, Насима Фатиховна
Суфиянова Насима Фатиховна (1949—?) — башкирский языковед. Кандидат филологических наук (1993). Заслуженный работник культуры РБ (2007).

## Краткая биография
Суфиянова Насима Фатиховна родилась в 1949 году в Башкирской АССР Кугарчинского района село Юлдашаево.
После окончания школы переехал в Уфу. Окончила филологический факультет Башкирского государственного университета.
Работала в Башкирском филиале Академии Наук СССР Института истории, языка и литературы в языковом отделе.
В 1993 году защитил кандидатскую диссертацию на тему: «Проблема многозначности в башкирском языке и её лексикографическая разработка».

## Научная деятельность
Автор башкирско-русского и русско-башкирского словарей. Они применяются во многих областях —торговое дело, культура, медицина, педагогика и психология, создание словарей по названиям улиц.

### Труды
- Проблема многозначности в башкирском языке и ее лексикографическая разработка: диссертация на соискание ученой степени кандидата филологических наук: 10.02.02. — Уфа, 1993. — 144 с.
- Башкирско-русский словарь. — М.: тип., 1996. (соавтор)
- Проблема многозначности в башкирском языке и ее лексикографическая разработка / РАН. Уфа. науч. центр. Ин-т истории, яз. и лит., АН Респ. Башкортостан. Изд-во гуманит. наук. — Уфа : Знание, 1998. — 101 с. ISBN 5-7501-0031-6
- Русско-башкирский словарь педагогических и психологических терминов. — Уфа, 2002.
- Русско-башкирский словарь-справочник. Для работников торговли и общественного питания= Русско-башкирский справочный словарь. Для работников общего питания и торговли. — Уфа: Китап, 2005 (ГУП РБ Уфимский полиграфкомбинат). — 127 С. ISBN 5-295-03635-9
- Русско-башкирский словарь. В 2 т. — Уфа, 2005. (соавтор)
- Русско-башкирский толковый словарь медицинских терминов. — Уфа, 2007. (соавтор)
- Русско-башкирский разговорник с этикетными выражениями: [справочное издание] / Ф. Г. Хисамитдинова, Н. Ф. Суфьяново; Российская акад. наук, Уфимский науч. центр, Ин-т истории, яз. и лит. — [Уфа]: Эдвис: Маленький гений Башкортостана, 2008. — 92 С. ISBN 978-5-88956-044-9
- О лексике башкирского языка / / Теория и практика башкирского языка и литературы в свете достижений филологических наук. — Стерлитамак, 2008. — С. 189—191.
- Башкирское и русско-татарское произношение для работников культуры / ответственный редактор башкирско-татарского и башкирско-русского словарей Г. Ураксин. — Уфа: Китап, 2009. — 174 с. ISBN 978-5-295-04840-1
- Русско-башкирский словарь-справочник названий улиц городов Республики Башкортостан. — Уфа, 2009. (соавтор)
- Современная медицинская терминология / / Феномен Евразийства в материальной и духовной культуре, этнологии и антропологии башкирского народа. — Уфа, 2009. — С. 239—240.
- Академический словарь башкирского языка. Буква А. Т. 1. / Под ред. Н. Ф. Г. Хисамитдиновой. — Уфа, 2011. (соавтор)